# Prasophyllum striatum
Prasophyllum striatum är en orkidéart som beskrevs av Robert Brown. Prasophyllum striatum ingår i släktet Prasophyllum och familjen orkidéer. Inga underarter finns listade i Catalogue of Life.